# گویش بیدشهری
لهجه بیدشهری، یکی از لهجه‌های زبان لارستانی است؛ زبان لارستانی یکی از زیرشاخه‌های زبان‌های ایرانی جنوب غربی به‌شمار می‌آید که هم‌تبار با زبان پهلوی است. گویش بیدشهری، به چهره نوشتاری زبان اچمی بسیار نزدیک و یکی از دستورمندترین شاخه‌های لارستانی است؛ جایگاه گویش بیدشهری در میان گویش‌های لارستانی همانند نزدیکی گویش تهرانی به زبان فارسی معیار است.
لارستانی در جنوب استان فارس و استان هرمزگان و شرق استان بوشهر و جنوب غرب استان کرمان گویشور دارد. این زبان با نگه داشتن واژگان بسیاری از پارسی میانه، زبانی خالص‌تر از زبان پارسی نوین است و هنوز وابستگی نزدیکی با پارسی باستان دارد.